# Чемпионат мира по футболу 2026 (отборочный турнир, УЕФА, группа I)
Жеребьёвка отборочного турнира европейской квалификации чемпионата мира 2026 прошла в Цюрихе 13 декабря 2024 года. В группу I зоны УЕФА попали сборные следующих стран: Италия, Норвегия, Израиль, Эстония и Молдова.
Матчи в группе I проходят с 22 марта по 16 ноября 2025 года.
Сборная, занявшая первое место, выходит в финальную часть чемпионата мира напрямую. Сборная, занявшая второе место, принимает участие в стыковых матчах за право выхода в финальную часть турнира.

## Таблица
| Поз | Команда  | И | В | Н | П | МЗ | МП | РМ  | О | Квалификация                        |        | Норвегия | Израиль | Эстония | Италия | Молдова |
| --- | -------- | - | - | - | - | -- | -- | --- | - | ----------------------------------- | ------ | -------- | ------- | ------- | ------ | ------- |
| 1   | Норвегия | 3 | 3 | 0 | 0 | 12 | 2  | +10 | 9 | Квалификация на чемпионат мира 2026 |        | —        | 11 окт  | 13 ноя  | 3:0    | 8 сен   |
| 2   | Израиль  | 3 | 2 | 0 | 1 | 7  | 6  | +1  | 6 | Выход в раунд плей-офф              |        | 2:4      | —       | 2:1     | 8 сен  | 16 ноя  |
| 3   | Эстония  | 3 | 1 | 0 | 2 | 5  | 7  | −2  | 3 |                                     |        | 9 июня   | 1:3     | —       | 11 окт | 14 окт  |
| 4   | Италия   | 1 | 0 | 0 | 1 | 0  | 3  | −3  | 0 |                                     | 16 ноя | 14 окт   | 5 сен   | —       | 9 июня |         |
| 5   | Молдова  | 2 | 0 | 0 | 2 | 2  | 8  | −6  | 0 |                                     | 0:5    | 5 сен    | 2:3     | 13 ноя  | —      |         |

## Матчи
Расписание матчей было опубликовано УЕФА после жеребьёвки 13 декабря 2024 года в Цюрихе. Время начала матчей указано центральноевропейское (CET)/центральноевропейское летнее (CEST) (местное время, если оно отличается, указано в скобках).
| Молдова | 0:5     | Норвегия                                                        |
| ------- | ------- | --------------------------------------------------------------- |
|         | (отчёт) | - Рюэрсон 5′ - Холанн 23′ - Осгор 38′ - Сёрлот 43′ - Дённум 69′ |

| Израиль                      | 2:1     | Эстония      |
| ---------------------------- | ------- | ------------ |
| - Хейн 23′ (авт.) - Даса 75′ | (отчёт) | Паскочий 10′ |

| Молдова                           | 2:3     | Эстония                                 |
| --------------------------------- | ------- | --------------------------------------- |
| - Николаеску 67′ - Каймаков 90+1′ | (отчёт) | - Пеэтсон 19′ - Саппинен 30′ - Кяйт 70′ |

| Израиль                          | 2:4     | Норвегия                                                |
| -------------------------------- | ------- | ------------------------------------------------------- |
| - Абу-Фани 55′ - Турджеман 90+3′ | (отчёт) | - Мёллер Волфе 39′ - Сёрлот 59′ - Айер 65′ - Холанн 83′ |

| Эстония  | 1:3     | Израиль                               |
| -------- | ------- | ------------------------------------- |
| Кяйт 31′ | (отчёт) | - Битон 39′ 49′ - Абу-Фани 90′ (пен.) |

| Норвегия                             | 3:0     | Италия |
| ------------------------------------ | ------- | ------ |
| - Сёрлот 14′ - Нуса 34′ - Холанн 42′ | (отчёт) |        |

| Эстония | 0:1     | Норвегия     |
| ------- | ------- | ------------ |
|         | (отчёт) | - Холанн 62′ |

| Италия                         | 2:0     | Молдова |
| ------------------------------ | ------- | ------- |
| - Распадори 40′ - Камбьязо 50′ | (отчёт) |         |

| Молдова | –:–     | Израиль |
| ------- | ------- | ------- |
|         | (отчёт) |         |

| Италия | –:–     | Эстония |
| ------ | ------- | ------- |
|        | (отчёт) |         |

| Израиль | –:–     | Италия |
| ------- | ------- | ------ |
|         | (отчёт) |        |

| Норвегия | –:–     | Молдова |
| -------- | ------- | ------- |
|          | (отчёт) |         |

| Норвегия | –:–     | Израиль |
| -------- | ------- | ------- |
|          | (отчёт) |         |

| Эстония | –:–     | Италия |
| ------- | ------- | ------ |
|         | (отчёт) |        |

| Эстония | –:–     | Молдова |
| ------- | ------- | ------- |
|         | (отчёт) |         |

| Италия | –:–     | Израиль |
| ------ | ------- | ------- |
|        | (отчёт) |         |

| Норвегия | –:–     | Эстония |
| -------- | ------- | ------- |
|          | (отчёт) |         |

| Молдова | –:–     | Италия |
| ------- | ------- | ------ |
|         | (отчёт) |        |

| Израиль | –:–     | Молдова |
| ------- | ------- | ------- |
|         | (отчёт) |         |

| Италия | –:–     | Норвегия |
| ------ | ------- | -------- |
|        | (отчёт) |          |

## Бомбардиры
Примечание: В скобках указано, сколько голов из общего числа забито с пенальти.
3 гола
- Александер Сёрлот
- Эрлинг Холанн

2 гола
- Мохаммад Абу-Фани[англ.] (1)
- Дан Битон[англ.]
- Маттиас Кяйт

1 гол
- Эли Даса
- Дор Турджеман
- Михаил Каймаков
- Ион Николаеску
- Кристофер Айер
- Арон Дённум
- Давид Мёллер Волфе
- Антонио Нуса
- Тело Осгор[англ.]
- Юлиан Рюэрсон
- Максим Паскочий
- Расмус Пеэтсон
- Рауно Саппинен

Автоголы
- Карл Хейн (в матче против  Израиля)

## Дисквалификации
Игрок получает дисквалификацию на 1 матч за следующие нарушения:
- Красная карточка (отстранение за красную карточку может быть продлено за грубые нарушения).
- 2 жёлтые карточки в 2 разных матчах (дисквалификация за жёлтую карточку может перенестись на стыковые матчи, но не на основной турнир или любые другие международные матчи).

| Команда | Футболист      | Нарушения                      | Пропущенные матчи              |
| ------- | -------------- | ------------------------------ | ------------------------------ |
| Эстония | Маркус Соометс | против Израиля (22 марта 2025) | против Молдовы (25 марта 2025) |

## Комментарии
1. ↑  CET (UTC+1) до 29 марта и после 26 октября 2025 года, CEST (UTC+2) с 30 марта по 25 октября 2025 года.